# PyMOL
PyMOL és un visor molecular de codi obert creat per Warren Lyford DeLano i comercialitzat per DeLano Scientific LLC, una companyia dedicada a la creació d'eines accessibles universalment per a les comunitats científiques i educatives. PyMOL és apropiat per a reproduir imatges 3D d'alta qualitat de molècules petites i de macromolècules biològiques, com les proteïnes.
PyMOL és una de les poques eines de visualització de font oberta disponibles per a la biologia estructural. La part Py del seu nom al·ludeix al fet que és creat mitjançant el llenguatge de programació Python, en ser extensible això permet que es puguin realitzar anàlisis complexes d'estructures moleculars utilitzant biblioteques disponibles par Python com NumPy o PyLab.

## Binaris de pagament
El primer d'agost de l'any 2006, DeLano Scientific LLC va adoptar un sistema de descàrrega amb accés controlat per als binaris oficials de PyMOL (el que inclou les versions beta). Des d'aquest moment, l'accés a aquests executables a punt per al seu ús ha quedat limitat als qui afavoreixen econòmicament el projecte. El codi font segueix estant disponible sense cost així com els binaris de versions antigues.